# 银道坐标系

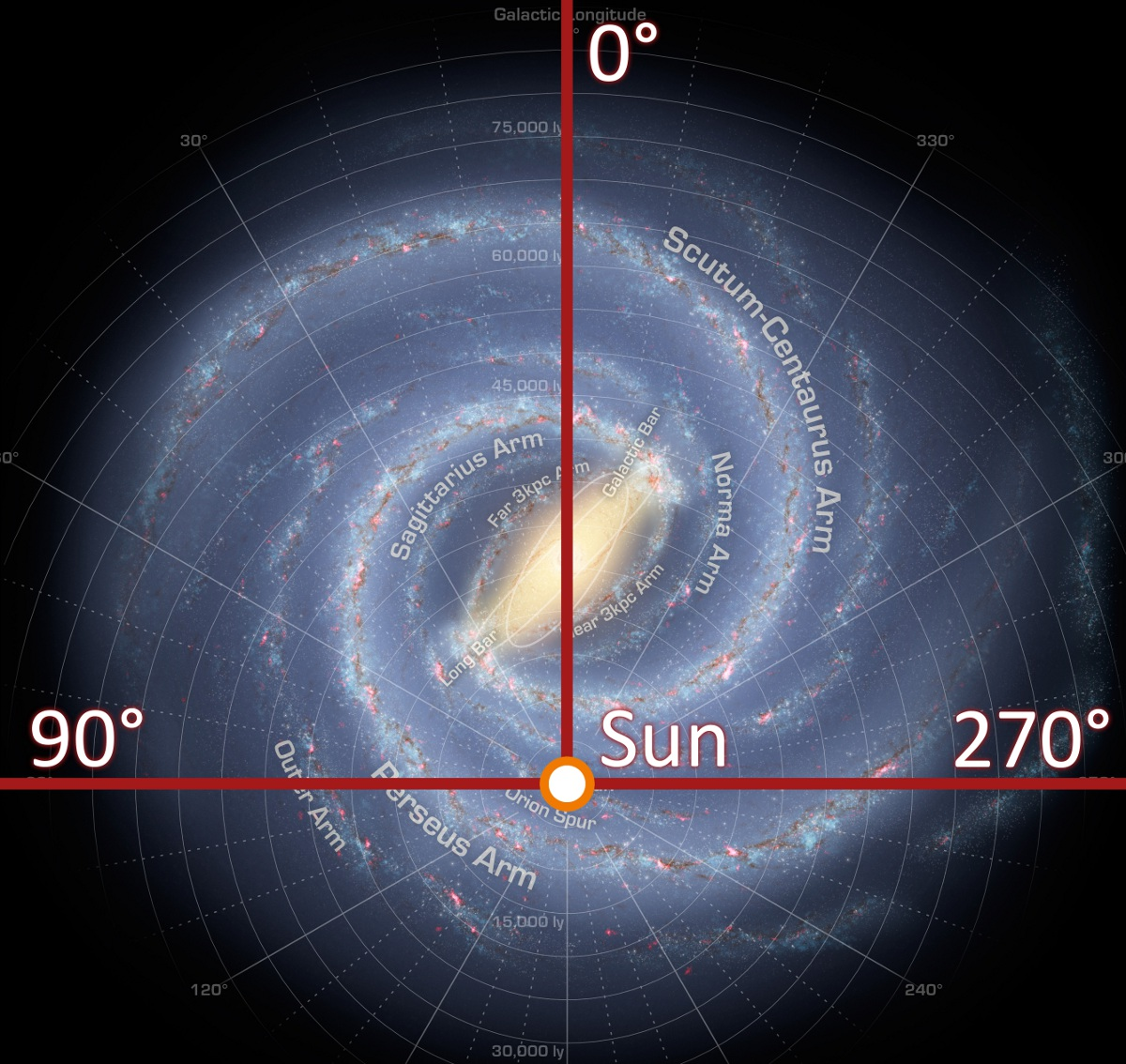
藝術家描繪的銀河系，顯示出銀經相對於太陽的關係

銀道座標系，是以太陽為中心，並且以銀河系明顯排列群星的平面為基準的天球坐標系統，它的「赤道」是銀河平面。相似於地理坐標，銀道坐標系的位置也有經度和緯度。

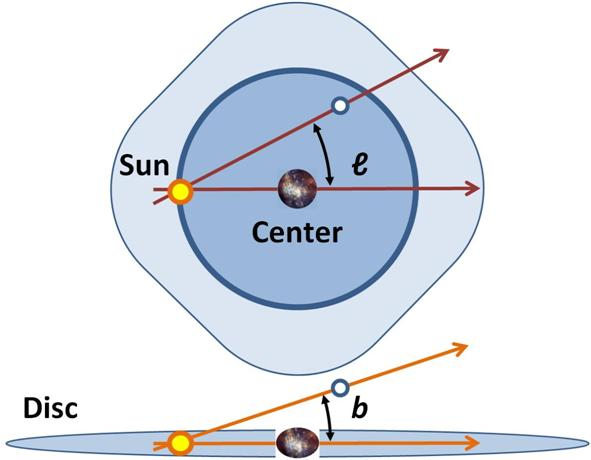
銀道坐標系使用太陽做為端點，銀經「ℓ」的起點是從太陽到銀河中心的鉛直面，銀緯「b」的起點是以太陽到銀河中心的水平面

許多的星系，包括我們太陽和地球所在的銀河系皆為盤狀結構：我們能看到的多數銀河系物質（除了暗物質）都緊挨著這個銀道面。銀河系本身也像地球一樣有著自轉軸，銀道坐標系利用本身特性來定義坐標系統，也就是以太陽相對於銀心（銀河系中心）轉動來決定銀河系自轉。
在任何天球坐標系都需要定義赤道和極點。銀道坐標系也一樣，需要一條垂直於赤道的子午線作為銀經的起點。經由國際會議決定銀道坐標系的銀緯和銀經分別以「b」和「l」標示，銀極的銀緯（b）是90°（b=+90°或b=−90°）。銀緯～0°的天體，就位在銀河系的盤面（亦即銀道面）上，也就是在銀河坐標的赤道附近。
如此一來，銀道坐標系是在銀道面及其自轉的體系下劃定天體位置，所以當這些天體隨著銀河系一起自轉時，其坐標位置是固定的，然而一旦這些天體不隨著銀河系自轉時，就會造成相對位置的改變，其銀道坐標值也將隨之改變。在銀河系內的天體位置（具體說就是銀道坐標）會保持著相對穩定，但是對銀河系外天體而言，因為並未隨著銀河系一起自轉的關係，便會在銀道坐標系上產生顯著的位置改變。例如考慮一個位置在銀道面，並在自轉軸後方的星系，也就是位置在銀經l=180°。經過1億1千萬年，這個星系的位置將因銀河系自轉而變成銀經l=0°（銀緯不變）。因銀道坐標系是以銀河系決定的坐標系，在系外天體都會以銀河系的自轉週期，約2億2千萬年環繞銀河系一周（不考慮星系自身運動）。

## 概念定義
概念上，銀道坐標系也是球坐標，太陽位於銀道面以北，銀經的起點指向銀河中心。銀道坐標系沒有像赤道坐標系的歲差現象，故不需標示曆元。
但銀道相對地球赤道與黃道都有明顯傾角，而日地距離，甚至比鄰星的距離相對於作為背景的銀河系，其周年視差的變化（即相隔半年目標的視位置變化）還是微乎甚微的。但是對於天文愛好者平常觀測的項目，甚至於天體發現等的情況下，亦很少會利用到銀道坐標系。
銀道面是整個銀道坐標系的基本平面，所有銀緯與之平行，銀經與之垂直；銀河系成員如恆星、暗物質與氣體、塵埃等部絕大部分對稱分佈在銀道面的兩側。太陽系位處在銀道面以北112.7±1.8 光年（34.56±0.56 秒差距）處，但因為距離銀河系中心30,000光年之遙，相對來說還是非常接近銀道面的。
銀道面和天球的赤道面有123°的夾角，銀緯（b）以0°至90°角度為單位度量，北銀極銀緯是+90°，位置在后髮座，靠近牧夫座的大角星附近；南銀極的銀緯是-90°，位置在南天的玉夫座。
銀經的度量由0°至360°，在銀河系自轉軸所在的人馬座方向起計量，沿著銀道面移動，經天鵝座（銀經90°）、御夫座（銀經180°）與南天的船帆座（銀經270°）。
由於銀道坐標系是球坐標，所以並未在銀河系中定出一個基點，而只是以銀河系的光度定出一個具體的方向和銀道面。然而為定義銀道面，必須經由銀心（銀河系中心）通過太空中便於計量的一個特殊點（太陽中心）。情況類似於在地理坐標系中需確認高度是在地平面之下或之上而必需選擇的一個確切的觀測點。

## 正式定義
1958年，國際天文聯合會在第十屆大會上定義了銀道坐標系相對於赤道坐標系統的關係。
北銀極定義在赤經12h 49m，赤緯+27.4° ′ ″（B1950曆元），銀經0度是相對於赤道極位置角123°的大圓半球，銀經增加的方向與赤經增加的方向相同。銀緯向銀北極方向的增加是正值，銀極的緯度是±90°，銀河赤道的緯度是0度。
換算成2000.0曆元的坐標，北銀極位於赤經12h 51m 26.282s，赤緯+27° 07′ 42.01″（2000.0曆元），銀經0度的位置角是122.932°.
銀經0度和銀緯0度在天球上的位置在赤經17h 45m 37.224s，赤緯−28° 56′ 10.23″（2000.0曆元）。
這與無線電波源人馬座A*，銀河系中心具體的最佳標示物，有少許的差異。人馬座A*的位置是赤經17h 45m 40.04s，赤緯−29° 00′ 28.1″（2000.0曆元），或是銀經359° 56′ 39.5″，銀緯−0° 2′ 46.3″

銀河系的銀河自轉曲線。垂直軸是相對於銀河中心的自轉速度，太陽以黃色的小點標示。觀測到的速度以藍色曲線表示，根據恆星和氣體的質量預測的速度用紅色的曲線表示，觀測的散亂值以灰色的線段表示。兩者的差異歸咎於暗物質或修正的引力定律

## 銀河的自轉
太陽在距離銀河中心8,000秒差距之處圍繞著銀河中心，而它的路徑是接近圓形的軌道，速度為220公里/秒，這與距離銀河中心與太陽相似的天體速率是一致的。結果，以銀河系為基準的銀道坐標系就以太陽為中心建立。但是，在銀河系內其它的天體，依據自身的距離以不同的速率繞著銀河中心公轉，以已知質量預測的自轉速率與觀測到的不同，如同銀河自轉曲線所顯示的，並且這個差異被歸咎於暗物質，雖然其它的解釋也陸續的被提出，像是引力定律的修正，自轉速率不同對自行的貢獻等等。

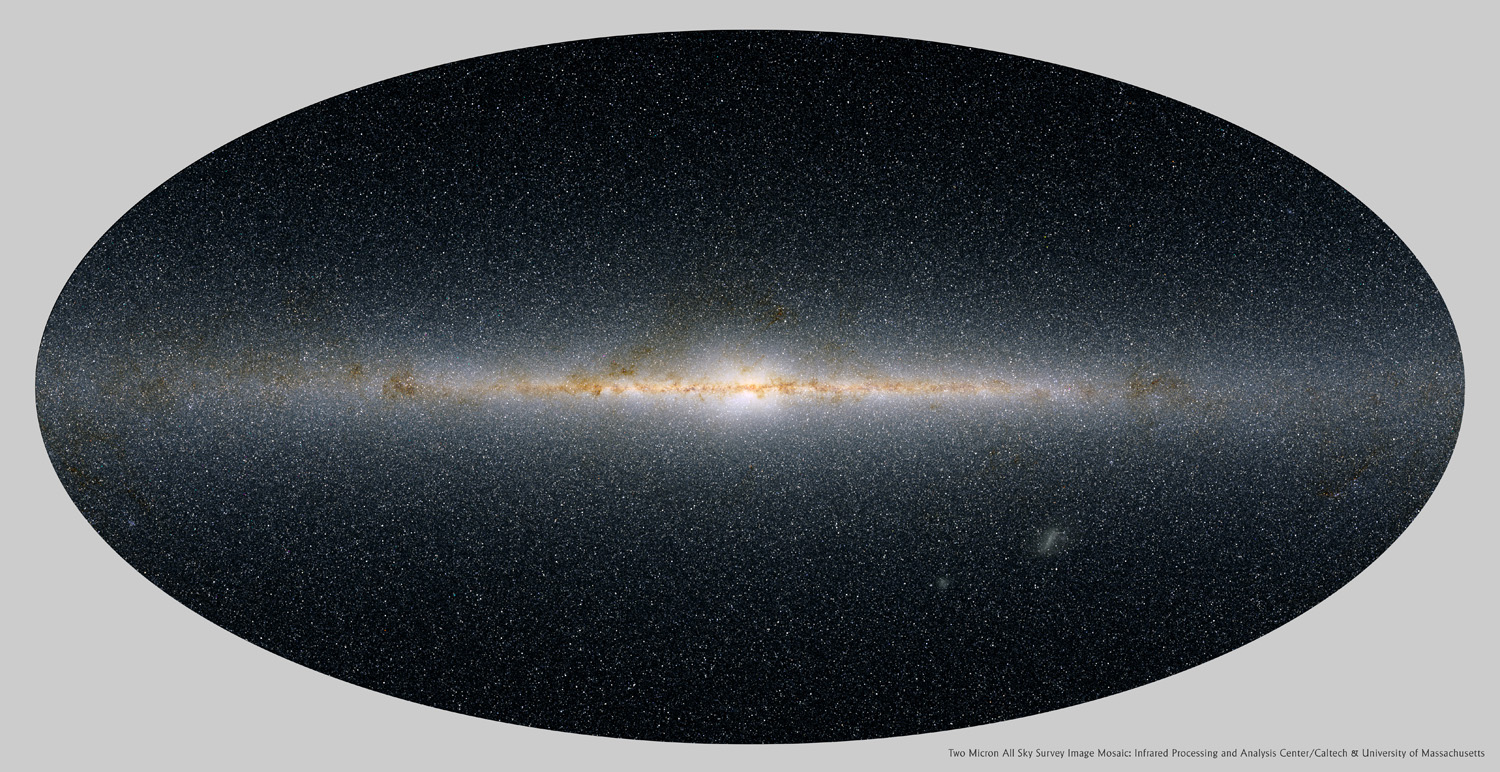
在夜空中恆星密度的各向異性使銀道坐標系成為協調與劃分的有利工具，這兩者都要求恆星在低銀緯的分布是高密度，而在高銀緯的分布是低密度

## 外部連結
- Equatorial/Galactic conversion tool.
- Galactic coordinates, The Internet Encyclopedia of Science
- Universal coordinate converter （页面存档备份，存于）.
- Fiona Vincent, Positional Astronomy: Galactic coordinates （页面存档备份，存于）, University of St Andrews
- Star Map in Galactic Perspective
- Universal coordinate converter （页面存档备份，存于）
- Equatorial/Galactic conversion tool （页面存档备份，存于）
- （页面存档备份，存于）
- Where is M13? User Manual